# Уайкато (регион)
Уайкато (на английски: Waikato) е един от 16-те региона на Нова Зеландия. Населението му е 468 800 жители (по приблизителна оценка от юни 2018 г.), а площта му е около 25 000 кв. км. Председател на регионалния съвет е Питър Бъкли. Името на региона идва от това на река със същото име. Значението на името е „течаща вода“ от маорски език.